# Cacopsylla hirsuta
Cacopsylla hirsuta är en insektsart som först beskrevs av Leonard D. Tuthill 1938.  Cacopsylla hirsuta ingår i släktet Cacopsylla och familjen rundbladloppor. Inga underarter finns listade i Catalogue of Life.